# Funkcje i stopnie w Armii Czerwonej
Funkcje i stopnie w Armii Czerwonej – w opublikowanym 8 listopada 1917 projekcie deklaracji „Do żołnierzy armii rewolucyjnej” poddano pod dyskusję całej armii wybory kadry dowódczej, zniesienie stopni wojskowych, odznaczeń i tytułów, które podkreślały przywileje oficerów pochodzenia szlacheckiego i brak praw żołnierzy wywodzących się ze środowisk robotniczych i chłopskich. 14 listopada 1917 Ludowy Komisariat Spraw Wojskowych wydał rozkaz o wstrzymaniu nominacji oficerskich, a 23 listopada opublikował drugi projekt deklaracji, w którym mowa była o szerokim samorządzie wybieralnych organizacji żołnierskich. 
15 grudnia 1917 Rada Komisarzy Ludowych RFSRR przyjęła dwa dekrety: „O zasadach wyboru i organizacji władzy w armii” oraz „O zrównaniu praw wszystkich żołnierzy”. Drugi dekret zniósł wszystkie stopnie i tytuły wojskowe, a także anulował insygnia i odznaki wyróżniające. Wojskowych zaczęto nazywać żołnierzami armii rewolucyjnej. 
Robotniczo-Chłopska Armia Czerwona, utworzona dekretem z 15 stycznia 1918, nie miała jednolitego umundurowania ani insygniów. W 1918 wprowadzono napierśnik w kształcie czerwonej, emaliowanej gwiazdy z pługiem i młotem pośrodku (ówczesne godło wojskowe) w wieńcu z liści dębu i lauru dla wszystkich żołnierzy Armii Czerwonej, a do nakrycia głowy umocowaną gwiazdę ze skrzyżowanymi pługiem i młotem.
Żołnierze służący jako ochotnicy w nowoformującej się Armii Czerwonej, znali dobrze swoich dowódców i nie było potrzeby wprowadzania oznak dla kadry dowódczej. Jednakże gdy wojna domowa ogarnęła rozległe terytorium kraju, armia gwałtownie się rozrosła, a przybywające posiłki często wyruszały do walki w biegu, brak oznaczeń kadry dowódczej zaczął być przyczyną niedogodności, a czasem nieporozumień. Żołnierze, zwłaszcza nowicjusze, czasami łamali dyscyplinę i nie słuchali swoich dowódców, którzy wzywali ich do ataku. Brak dyscypliny często był tłumaczony nieznajomością uprawnień osoby wydającej lekceważone rozkazy. Aby tego uniknąć, niektórzy dowódcy zaczęli wprowadzać według własnego uznania dowolne insygnia w swoich jednostkach.
W 1919 roku Armia Czerwona po raz pierwszy wprowadziła jednolite umundurowanie dla wszystkich żołnierzy oraz oznaki dla kadry dowódczej.
16 grudnia 1919 rozkazem nr 116 Rewolucyjna Rada Wojskowa wprowadziła oznaki na rękawach dla kadry dowódczej: pod czerwoną gwiazdą czerwone trójkąty z sukna dla młodszej kadry dowódczej, kwadraty dla średniego szczebla i romby dla starszej kadry oraz patki na kołnierzyku w kolorach odpowiadających rodzajom sił zbrojnych:
- Samodzielny dowódca (ros. Отделенный командир);
- Zastępca dowódcy plutonu (ros. Помощник командира взвода);
- Starszyna (ros. Старшина);
- Dowódca plutonu (ros. Командир взвода);
- Dowódca kompanii (ros. Командир роты);
- Dowódca batalionu (ros. Командир батальона);
- Dowódca pułku (ros. Командир полка);
- Dowódca brygady (ros. Командир бригады);
- Szef Dywizji (ros. Начальник дивизии);
- Dowodzący armią (ros. Командующий армией);
- Dowodzący frontem (ros. Командующий фронтом).

Jak widać choćby z nazewnictwa, oznaki potwierdzały nie stopień, lecz stanowisko czy funkcję noszącego je żołnierza. W czasie pełnienia danej funkcji posługiwał się oznaką/tytułem, po zakończeniu tracił je. 
Na mocy rozporządzenia nr 628 z 8 kwietnia 1919 Rewolucyjnej Rady Wojskowej zatwierdzono pierwsze wzory mundurów: nakrycie głowy w postaci hełmu, płaszcze {szynele) piechoty i kawalerii z trzema naszywkami – pasami na piersiach („rozmowy”) z kolorowego sukna odpowiadającego rodzajowi wojska, letnią koszulę z trzema paskami na piersiach w kolorze odpowiadającym rodzajowi wojska oraz skórzane buty.
Rozkazem Rewolucyjnej Rady Wojskowej nr 116 ustanowiono oznaczenia roróżnień, naszywane na lewym rękawie płaszcza i koszuli. Na mocy rozkazu Rewolucyjnej Rady Wojskowej Republiki nr 572 z dnia 3 kwietnia 1920 wprowadzono na rękawach oznaki rodzajów sił zbrojnych – oznaczenie piechoty to romb z malinowego płótna, na którym wyhaftowano okrąg – u góry żółty, z rozchodzącymi się promieniami, w środku okręgu widniała gwiazda, u dołu odznaki znajdowało się zielone pole, pod gwiazdą na polu przymocowano metalowy emblemat – skrzyżowane karabiny. Wzór odznaki był taki sam dla wszystkich rodzajów wojsk, jedynie pod gwiazdą umieszczano godło odpowiedniego rodzaju wojsk. Odznaki różniły się kształtem i kolorem pola – wojska inżynieryjne miały kształt kwadratu wykonanego z czarnego materiału, kawaleria miała kształt podkowy wykonanej z niebieskiego materiału itd.
31 stycznia 1922 rozkazem Rewolucyjnej Rady Wojskowej nr 322 wprowadzono nowy mundur, składający się z płaszcza o jednolitym kroju, koszuli – tzw. gimnastiorki, hełmu i nowych insygniów. Do rękawa naszyta była sukienna klapa w kolorze odpowiadającym rodzajowi wojska, u góry której znajdował się szkarłatny pas, pod nim znajdowały się znaki rozróżniające, a nad nim oznaczenie rodzaju wojsk.
Kadra dowódcza nosiła czerwone oznaki, a kadra administracyjno-ekonomiczna niebieskie. Na nakryciach głowy umieszczano małą metalową gwiazdę na sukiennej podkładze także w kształcie gwiazdy; podkładka w kolorze  materiału zależnego od rodzaju wojsk.
Mundur kadry dowódczej niczym nie różnił się od munduru szeregowych żołnierzy Armii Czerwonej.
W 1924 roku przeprowadzono reformę wojska, w wyniku której wprowadzono nowe, bardziej uproszczone umundurowanie. Zniesiono patki na piersiach i naszywki na rękawach, wprowadzono naszywki do płaszcza i koszuli – w piechocie z malinowego sukna z czarną lamówką, w kawalerii – z niebieskiego sukna z czarną lamówką, w artylerii – z czarnego sukna z czerwoną lamówką, w wojskach technicznych – z czarnego sukna z niebieską lamówką, w lotnictwie - z jasnoniebieskiego sukna z czerwoną lamówką, dla personelu administracyjno-gospodarczego – ciemnozielonego z czerwoną lamówką. Do patek kołnierzyka przymocowano metalowe insygnia pokryte czerwoną emalią: romby dla wyższej kadry dowódczej, prostokąty dla starszej kadry, kwadraty dla średniej kadry i trójkąty dla młodszej kadry. Żołnierze Armii Czerwonej mieli na naszywkach wypisane numery pułków.
Cała kadra dowódcza została podzielona na młodszą, średnią, starszą i wyższą oraz na 14 kategorii służbowych ze względu na zajmowane stanowisko służbowe:
młodsza kadra dowódcza
- K-1 dowódca ogniwa (ros. командир звена), zastępca dowódcy pododdziału ros. пом. командира отделения;
- K-2 dowódca pododdziału (ros. командир отделения);

średnia kadra dowódcza
- K-3 dowódca plutonu (ros. командир взвода);
- K-4 zastępca dowódcy kompanii (ros. пом. командира роты), dowódca samodzielnego plutonu ros. командир отдельного взвода;
- K-5 dowódca kompanii (ros. командир роты);
- K-6 zastępca dowódcy batalionu, dowódca samodzielnej kompanii (ros. пом. командира батальона, ros. ком. отдельной роты);

starsza kadra dowódcza
- K-7 dowódca batalionu (ros. командир батальона);
- K-8 zastępca dowódcy pułku (ros. пом. командира полка);
- K-9 dowódca pułku (ros. командир полка);

wyższa kadra dowódcza
- K-10 dowódca brygady (ros. командир бригады), zastępca dowódcy dywizji (ros. пом. командира дивизии);
- K-11 dowódca dywizji (ros. командир дивизии), zastępca dowódcy korpusu (ros. пом. командира корпуса);
- K-12 dowódca korpusu (ros. командир корпуса), zastępca dowódcy armii (ros. пом. командира армии);
- K-13 dowódca armii (ros. командир армии), zastępca dowodzącego wojskami okręgu, frontu, armii (ros. пом. командующего войсками округа, ros. пом. командующего войсками фронта, ros. пом. командующего войсками армии);
- K-14 dowodzący wojskami okręgu, frontu, armii (ros. командующий войсками округа, ros. командующий войсками фронта, ros. командующий войсками армии).

Jednocześnie z mianowaniem na stanowisko dowódcze dowodzącemu przypisywano jedną lub drugą kategorię, oznaczaną indeksem „K”. Na przykład dowódca plutonu miał kategorię „K-3”, dowódca kompanii „K-5” itd. Pozostała część kadry dowódczej (polityczna, techniczna itd.) była przyporządkowana odpowiednim kategoriom.
Brak indywidualnych stopni wojskowych, niezależnych od zajmowanych stanowisk, został przerwany dekretem z 22 września 1935 Centralnego Komitetu Wykonawczego i Rady Komisarzy Ludowych ZSRR, kiedy to wprowadzono osobiste stopnie wojskowe; dla kadry dowódczej Sił Lądowych i Powietrznych:
- porucznik (ros. лейтенант);
- starszy porucznik (ros. старший лейтенант);
- kapitan (ros. капитан);
- major (ros. майор);
- pułkownik (ros. полковник);
- kombrig (ros. комбриг);
- komdiw (ros. комдив);
- komkor (ros. комкор);
- komandarm II rangi (ros. командарм 2 ранга);
- komandarm I rangi (ros. командарм 1 ранга).

Dla żołnierzy pozostałych rodzajów sił zbrojnych i rodzajów działalności służbowej – stopnie:
— dla kadry wojskowo-politycznej wszystkich rodzajów sił zbrojnych:
- politruk ros. политрук);
- starszy politruk (ros. старший политрук);
- komisarz batalionowy (ros. батальонный комиссар);
- Komisarz pułkowy (ros. полковой комиссар);
- komisarz brygadowy (ros. бригадный комиссар);
- Komisarz dywizyjny (ros. дивизионный комиссар);
- komisarz korpuśny (ros. корпусный комиссар);
- komisarz armijny II rangi (ros. армейский комиссар 2 ранга);
- komisarz armijny I rangi (ros. армейский комиссар 1 ранга).

— dla wojskowej kadry technicznej Wojsk Lądowych i Sił Powietrznych:
- wojentechnik II rangi (ros. воентехник 2 ранга);
- wojentechnik I rangi (ros. воентехник 1 ранга);
- wojeninżenier III rangi (ros. военинженер 3 ранга);
- wojeninżenier II rangi (ros. военинженер 2);
- wojeninżenier I rangi (ros. военинженер 1 ранга);
- briginżenier (ros. бригинженер);
- diwinżenier (ros. дивинженер);
- korinżenier (ros. коринженер);
- arminżenier (ros. арминженер).

— dla wojskowej kadry gospodarczej i administracyjnej wszystkich rodzajów wojsk i służb: 
- technik-intendant II rangi (ros. техник-интендант 2 ранга);
- technik-intendant I rangi (ros. техник-интендант 1 ранга);
- intendant III rangi (ros. интендант 3 ранга);
- intendant II rangi (ros. интендант 2 ранга);
- intendant I rangi (ros. интендант 1 ранга);
- brigintendant (ros. бригинтендант);
- diwintendant (ros. дивинтендант);
- korintendant (ros. коринтендант);
- armintendant (ros. арминтендант).

— dla wojskowego personelu medycznego wszystkich rodzajów wojsk i służb: 
- wojenfeldszer (ros. военфельдщер);
- starszy wojenfeldszer (ros. старший военфельдщер);
- wojenwracz III rangi (ros. военврач 3 ранга);
- wojenwracz II rangi (ros. военврач 2 ранга);
- wojenwracz I rangi (ros. военврач 1 ранга);
- brigwracz (ros. бригврач);
- diwwracz (ros. дивврач);
- korwracz (ros. корврач);
- armwracz (ros. армврач).

— dla wojskowego personelu weterynarii wszystkich rodzajów wojsk i służb: 
- wojenwetfeldszer (ros. военветфельдшер);
- starszy wojenwetfeldszer (ros. старший военветфельдшер);
- wojenwetwracz III rangi (ros. военветврач 3 ранга);
- wojenwetwracz II rangi (ros. военветврач 2 ранга);
- wojenwetwracz I rangi (ros. военветврач 1 ранга);
- brigwetwracz ros. бригветврач);
- diwwetwracz (ros. дивветврач);
- korwetwracz (ros. корветврач);
- armwetwracz (ros. армветврач).

— dla wojskowych prawników wszystkich rodzajów wojsk: 
- młodszy jurysta wojskowy (ros. младший военный юрист);
- jurysta wojskowy (ros. военный юрист);
- jurysta wojskowy III rangi (ros. военный юрист 3 ранга);
- jurysta wojskowy II rangi (ros. военный юрист 2 ранга);
- jurysta wojskowy I rangi (ros. военный юрист 1 ранга);
- brigwojenjurist (ros. бригвоенюрист);
- diwwojenjurist (ros. диввоенюрист);
- korwojenjurist (ros. корвоенюрист);
- armwojenjurist (ros. армвоенюрист).

Ten sam dekret wprowadził tytuł marszałka Związku Radzieckiego, przyznawany osobiście wybitnym i szczególnie wyróżniającym się osobom z najwyższej kadry dowódczej. 20 listopada 1935 za wybitne zasługi w dowodzeniu Siłami Zbrojnymi kraju, dekretem Centralnego Komitetu Wykonawczego i Rady Komisarzy Ludowych ZSRR po raz pierwszy tytuł marszałka Związku Radzieckiego otrzymali: 
- Wasilij Blücher;
- Siemion Budionny;
- Klimient Woroszyłow;
- Aleksandr Jegorow;
- Michaił Tuchaczewski.

Dekretem Centralnego Komitetu Wykonawczego i Rady Komisarzy Ludowych z 22 września 1935 r. zatwierdzono Regulamin służby dowództwa i kadry dowódczej Armii Czerwonej. Na podstawie tego rozporządzenia Ludowy Komisarz Obrony otrzymał polecenie przeprowadzenia certyfikacji wszystkich kadr dowódczych i nadania im odpowiednich stopni wojskowych.
Nadanie kolejnego stopnia wojskowego miało nastąpić po upływie ustalonego okresu służby w poprzednim stopniu, pod warunkiem uzyskania pozytywnej oceny. Ustalono czas trwania służby w poszczególnych stopniach wojskowych: porucznik, starszy porucznik i ich odpowiednicy – 3 lata, kapitan i major – 4 lata, pułkownik – 8 lat. W przypadku żołnierzy o stopniu kombrig i wyższym nie ustalono okresu służby w danej randze.
Nadawanie kolejnych stopni kadrze dowódczej sztabu, zarządów i szkół wyższych odbywało się w następujących ramach czasowych: a) aby uzyskać stopień pułkownika, okres pozostawania w poprzednim stopniu ustalano na 3 lata, z czego jeden rok był wymagany na faktyczne dowodzenie batalionem (dywizją itp.); b) aby uzyskać stopień kombrig, okres służby w poprzednim stopniu ustalono na 6 lat, z czego 2 lata wymagały dowodzenia pułkiem.
Przeniesienie żołnierza na wyższe stanowisko wiązało się zazwyczaj z awansem – otrzymaniem kolejnego, wyższego stopnia. Dowódcy i szefowie, którzy odsłużyli ustalony okres w jednym stopniu i nie awansowali (np. z powodu negatywnej oceny), pozostawiano w tym samym stopniu do dwóch lat. Jeżeli po tym okresie dowódca (szef) nie zasłużył na awans na wyższy stopień wojskowy, był przenoszony do innej służby z zachowaniem tego samego stopnia lub zwalniany do rezerwy.
Ludowemu Komisarzowi Obrony przyznano prawo, w wyjątkowych przypadkach, do wyznaczania określonym osobom kolejnych dowództw i specjalnych stopni wojskowych bez konieczności przestrzegania warunków służby.
Przydział kolejnych stopni aż do komkora włącznie odbywał się na mocy rozkazów Ludowego Komisarza Obrony ZSRR. Stopnie komandarma I i II rangi oraz odpowiadające im tytuły nadawano dekretem Centralnego Komitetu Wykonawczego i Rady Komisarzy Ludowych ZSRR.
Na mocy rozkazu Ludowego Komisariatu Obrony ZSRR nr 176, 3 grudnia 1935 wprowadzono nowe mundury i oznaki. 
Dla kadry dowódczej ustanowiono następujące insygnia: 
- marszałek Związku Radzieckiego – na czerwonych naszywkach obszytych złotem, gwiazda haftowana złotą nicią, na rękawach – złoty z czerwonym kwadrat, nad nim gwiazda;
- komandarm I rangi – na naszywkach na kołnierzu w kolorze rodzaju wojsk cztery romby ("diamenty") z gwiazdą, na rękawach złoty kwadrat z gwiazdą na górze;
- komandarm II rangi – na naszywkach w kolorze rodzaju wojsk cztery romby, na rękawach - cztery wąskie złote kwadraty;
- komkor – na naszywkach w kolorze rodzaju wojsk trzy romby, na rękawach - trzy kwadraty;
- komdiw – na naszywkach w kolorze rodzaju wojsk dwa romby, na rękawach dwa kwadraty;
- kombrig – na naszywkach w kolorze rodzaju wojsk jeden romb, na rękawach jeden kwadrat;
- pułkownik – na naszywkach w kolorze rodzaju wojsk trzy prostokąty („śpiochy”), na rękawie - czerwony kwadrat w złotej obwódce;
- major – na naszywkach w kolorze rodzaju wojsk dwa prostokąty, na rękawie - dwa czerwone kwadraty;
- kapitan – na naszywkach w kolorze rodzaju wojsk jeden prostokąt, na rękawie - jeden kwadrat;
- starszy porucznik – na naszywkach w kolorze rodzaju wojsk trzy kwadraty („kostki”), na rękawie - trzy wąskie kwadraty;
- porucznik – na naszywkach w kolorze rodzaju wojsk dwa kwadraty, na rękawie - dwa wąskie kwadraty;
- starszyna – na naszywkach w kolorze rodzaju wojsk cztery trójkąty;
- młodszy komwzwod – na naszywkach w kolorze rodzaju wojsk trzy trójkąty,
- dowódca pododdziału – na naszywkach w kolorze rodzaju wojsk dwa trójkąty.

Osoby zajmujące stanowiska wojskowo-polityczne miały prawo do naszywek szkarłatnych z czarnym obramowaniem. Na rękawach u wszystkich, z wyjątkiem komisarza armijnego I rangi, znajdowały się czerwone gwiazdy z sierpem i młotem; na naszywkach komisarza armijnego I stopnia była haftowana złota gwiazda i cztery diamenty, a na rękawach także złota gwiazda.
W sierpniu 1937 dekretem Centralnego Komitetu Wykonawczego i Rady Komisarzy Ludowych ZSRR wprowadzono stopnie podporucznika (ros. младший лейтенант), młodszego politruka (ros. младший политрук) i młodszego wojentechnika (ros. младший воентехник) dla młodszych kadr dowódczo-kierowniczych, które ukończyły specjalne kursy krótkoterminowe. Na mocy rezolucji IV sesji Rady Najwyższej ZSRR z 1 września 1939 ustanowiono stopnie wojskowe podpułkownika (ros. подполковник) starszego komisarza batalionowego (ros. старший батальонный комиссар). Pułkownik miał na naszywkach kołnierza cztery prostokąty, a podpułkownik trzy.
Aby podnieść autorytet wyższych kadr dowódczych i wzmocnić jedność dowodzenia, dekretem Prezydium Rady Najwyższej ZSRR z 7 maja 1940 r. wprowadzono stopnie generalskie. Odznaki marszałków Związku Radzieckiego i generałów umieszczone były na naszywkach na kołnierzu w kształcie rombów w kolorze odpowiadającym rodzajowi służby, obramowanych u góry złotą obwódką. Marszałek Związku Radzieckiego miał na czerwonych naszywkach dużą, wyszytą złotem gwiazdę, pod którą znajdowały się gałązki laurowe oraz godło sierp i młot; generał armii miał pięć metalowych gwiazdek na naszywkach, generał pułkownik miał cztery, generał porucznik miał trzy, a generał major miał dwie. Oznaki na rękawach generałów (złote kwadraty) obszyto czerwoną obwódką, u góry umieszczono haftowaną złotą gwiazdę i pasy w kolorze rodzaju wojska.
Oznaki w tej formie przetrwały do stycznia 1943 roku, kiedy wprowadzono naramienniki i zmieniono krój munduru. W czasie wojny ujednolicono stopnie wojskowe. Przedtem dowódca plutonu miał stopień porucznika, a oficerowie równi temu stanowisku mieli stopień w korpusie oficerów politycznych – politruka; kadry technicznej - wojentechnika II rangi; służb  kwatermistrzowskich - technik intendant II rangi itd.
W celu wzmocnienia kadry inżynieryjno-technicznej, kwatermistrzowskiej i sanitarnej oraz podniesienia ich autorytetu wśród pozostałej kadry, Państwowy Komitet Obrony w 1942 i na początku 1943 podjął szereg decyzji o wprowadzeniu jednolitych stopni wojskowych. Dla personelu inżynieryjno-technicznego Sił Powietrznych, artylerii i wojsk pancernych wprowadzono następujące stopnie: 
- technik porucznik (ros. техник-лейтенант);
- starszy technik porucznik (ros. старший техник-лейтенант);
- inżynier kapitan (ros. инженер-капитан);
- inżynier major (ros. инженер-майор);
- inżynier podpułkownik (ros. инженер-подполковник);
- inżynier pułkownik (ros. инженер-полковник);
- generał major służb inżynieryjno-lotniczych (artyleryjskich, pancernych itp.) (ros. генерал-майор инженерно-авиационной (артиллерийской, танковой))

Zgodnie z tymi decyzjami Komitetu Obrony Państwa cała wyższa kadra dowódcza została ponownie atestowana.
W 1943 roku, na mocy dekretów Prezydium Rady Najwyższej ZSRR, dla najwyższego dowództwa Armii Radzieckiej ustanowiono dodatkowo stopnie wojskowe - 16 stycznia marszałka lotnictwa (artylerii, wojsk pancernych), 9 października marszałka wojsk łączności (wojsk inżynieryjnych) a także głównego marszałka artylerii (lotnictwa, wojsk pancernych, wojsk łączności, wojsk inżynieryjnych).
Takim sposobem w 1943 w siłach zbrojnych wprowadzono jednolity system stopni wojskowych dla wszystkich kadr dowódczych i zarządzających.